# 波蘭國土防衛部隊
國土防衛部队（波蘭語：Wojska Obrony Terytorialnej，縮寫：WOT）是波蘭共和國軍继陆军、空军、海军和特种部队之后成立的第五个军种。部队由专业和兼职的志愿兵组成，是国家防御和威慑体系的一部分。成立于2016年，直至2019年7月，部隊人数已达到24,000人，並計劃在2021 年前將规模擴張至53,000人，部隊分为17个轻步兵旅。

國土防衛部隊的成立与波罗的海国家领土防御部队的改革有关，以便在混合冲突的早期阶段提供反应。 